# スヴェータ (歌手)
スヴェータ（露: Све́та、1980年5月28日 - ）は、ロシアの女性歌手である。本名はスヴェトラーナ・アレクサンドロヴナ・コルトゥノーヴァ（Светла́на Алекса́ндровна Колтуно́ва スヴェトラーナ・アリクサーンドラヴナ・カルトゥノーヴァ）で、ロストフ・ナ・ドヌ出身。

## 来歴
スヴェータは1980年5月28日に、ソビエト連邦ロストフ州ロストフ・ナ・ドヌにて生まれた。5歳で初めて作曲をし、15歳から16歳までに数十曲を作った。7歳から15歳まで児童合唱団に所属し、ロシア国内だけでなく海外でも巡業していた。同時に2校の音楽学校で学んだ後に、ロストフ芸術学校とサンクトペテルブルク国立文化芸術大学を卒業した。
1999年に地元の音楽グループPPKとコラボしたデビューアルバム『Любовь』（リュボーフィ／愛）を発表した。作詞作曲は自身で行い、PPKがアレンジをした。このアルバムは数百万枚が売れ、あらゆるチャートを席巻し、スヴェータは多大な人気を獲得した。
2001年7月に息子ニキータを出産した。秋には2枚目のアルバム『Другая』（ドゥルガーヤ／違う女性）が発表され、同名の収録曲がヒットした。
2002年夏にはアルバム『Вернись, моя любовь!』（ヴェルニーシ・マヤ・リュボフィ／戻ってきて私の恋）が発表された。
2003年2月14日にアルバム「Самый нежный』（サーミィ・ニェージュヌィ／一番優しい人）が出され、「Лети за облака」（レチー・ザ・アブラカー／雲の向こうへ飛べ）と、「Синеглазые дельфины」（シニグラーズィエ・ヂリフィーヌィ／青い目のイルカ）が大ヒットした。
2004年、スヴェータの誕生日である5月28日にアルバム『Где найти любовь?』（グヂェー・ナイチー・リュボフィ／どこで恋がみつかるの）が発表された。
2005年5月1日に6枚目のアルバム『Не надо больше』（ニ・ナーダ・ボリシェ／これ以上いらない）が発表された。このアルバムはそれまでのものとは異なり、全体的によりエレクトリックなアレンジになっているが、大ヒットし、後に新曲を追加して再版された。
2007年には、ロストフの音楽グループ「アムステルダム」と共にアルバムを発表した。スヴェータはこの時初めてロックに挑戦したが、翌年には自身のそれまでのスタイルであるダンスミュージックに戻ることにした。
2009年2月にはアルバム『Сердце мое』（セルツェ・マヨー／私の心）が発表された。